# Mehanika kontinuuma
Mehanika kontinuuma je grana mehanike koja se bavi mehaničkim ponašanjem modelovanih materijala kao kontiunalne mase pre nego diskretnih čestica. Frencuski matematičar Ogisten Luj Koši je prvi formulisao takve modele u 19. veku.
Model kontinuuma pretpostavlja da supstanca objekta u potpunosti ispunjava prostor koji zauzima. Ovo zanemaruje činjenicu da je materija napravljena od atoma, međutim daje dovoljno tačan opis materije na skalama dužine koje su mnogo veće od međuatomskih rastojanja. Koncept neprekidnog medijuma omogućava intuitivnu analizu obimne materije korišćenjem diferencijalnih jednačina koje opisuju ponašanje takve materije u skladu sa fizičkim zakonima, kao što su očuvanje mase, očuvanje količine kretanja i očuvanje energije. Informacija o konkretnom materijalu izražena je u konstitutivnim odnosima.
Mehanika kontinuuma bavi se fizičkim svojstvima čvrstih tela i fluida koja su nezavisna od bilo kog određenog koordinatnog sistema u kojem se posmatraju. Ova svojstva se zatim predstavljaju tenzorima, koji su matematički objekti sa svojstvom da su nezavisni od koordinatnih sistema. Ovo dozvoljava definisanje fizičkih svojstava u bilo kojoj tački kontinuuma, prema matematički pogodnim kontinuiranim funkcijama. Teorije elastičnosti, plastičnosti i mehanike fluida zasnivaju se na konceptima mehanike kontinuuma.

## Objašnjenje
Modelovanje objekta kao kontinuuma podrazumeva da supstanca datog predmeta u potpunosti ispunjava prostor koji zauzima. Modelovanje objekata na ovaj način zanemaruje činjenicu da je materija sačinjena od atoma, i da stoga nije neprekidna; međutim, pri razmerama dužine mnogo većim od međuatomskih rastojanja, takvi modeli su vrlo tačni. Fundamentalni fizički zakoni kao što su očuvanje mase, očuvanje momenta i očuvanje energije mogu se primeniti na ove modele, kako bi se dobile diferencijalne jednačine koje opisuju ponašanje objekata, a neke informacije o proučavanom materijalu dodaju se putem konstitutivnih odnosa.
Mehanika kontinuuma bavi se fizičkim svojstvima čvrstih materija i tečnosti koja su nezavisna o bilo kog datog koordinatnom sistemu u kome se posmatraju. Ova fizička svojstva se zatim predstavljaju tenzorima, matematičkim objektima koji imaju traženo svojstvo da su nezavisni od koordinatnog sistema. Tenzori se mogu izraziti u koordinatnim sistemima radi lakšeg računanja.

## Koncept kontinuuma
Materijali, poput čvrste materije, tečnosti i gasova, sastoje se od molekula razdvojenih prostorom. Na mikroskopskom nivou, materijali imaju pukotine i diskontinuitete. Međutim, određeni fizički fenomeni mogu se modelovati uz pretpostavku da materijali postoje kao kontinuum, što znači da je materija u telu neprekidno distribuirana i da ispunjava celokupno područje prostora koji zauzima. Kontinuum je telo koje se može neprestano deliti u infinitezimalne elemente sa svojstvima koja su karakteristična za celokupni materijal.
Validnost pretpostavke o kontinuumu može se potvrditi teorijskom analizom, kojom se bilo identifikuje neka jasna periodičnost ili postoje statistička homogenost i ergodičnost mikrostrukture. Tačnije, hipoteza/pretpostavka o kontinuumu zavisi od koncepata reprezentativne elementarne zapremine i separacije skala zasnovane na uslovu Hil-Mandela. Ovaj uslov pruža vezu između eksperimentalnog i teoretskog gledišta na konstitutivne jednačine (linearna i nelinearna elastična/neelastična ili uparena polja), kao i načina prostornog i statističkog usrednjavanja mikrostrukture.
Kada razdvajanje skala ne postoji, ili kada se želi da se uspostavi kontinuum finije rezolucije od veličine reprezentativnog zapreminskog elementa (engl. representative volume element - RVE), koristi se statistički zapreminski element engl. (statistical volume element - SVE), što dovodi do randomnih polja kontinuuma. Potonja zatim pružaju mikromehaničku osnovu za stohastičke konačne elemente (engl. stochastic finite element - SFE). Nivoi SVE i RVE vezuju mehaniku kontinuuma sa statističkom mehanikom. RVE se može proceniti samo na ograničen način putem eksperimentalnog testiranja: kada konstitutivni respons postane prostorno homogen.
Konkretno za fluide, Knudsenov broj se koristi za procenu u kojoj se meri može postići približna vrednost kontinuiteta.

## Saobraćaj automobila kao uvodni primer
Ako se uzme u obzir promet automobila na autoputu, sa samo jednom trakom radi jednostavnosti, pomalo iznenađujuće, i u znak priznanja svojoj efikasnosti, mehanika kontinuuma efikasno modeluje kretanje automobila. To ostvaruje putem jednačina parcijalnih diferencijala (PDE) za gustinu automobila. Poznavanje ove situacije osnažuje mogućnost da se razumu dihotomije kontinuuma i diskretnosti koja je u osnovi modelovanja kontinuuma generalno.
Za početak modelovanja definiše se da: {\displaystyle x} meri udaljenost (u km) duž autoceste; {\displaystyle t} je vreme (u minutama); {\displaystyle \rho (x,t)} je gustina automobila na autoputu (u automobilima/km u traci); a {\displaystyle u(x,t)} je brzina protoka (prosečna brzina) tih automobila 'na' položaju {\displaystyle x}.

### Konzervacija izvođenjaPDJ
Automobili se arbitrarno pojavljuju pa nestaju. Razmotrimo bilo koju grupu automobila: od određenog automobila na stražnjem delu grupe koji se nalazi na {\displaystyle x=a(t)} do određenog automobila na prednjoj strani koji se nalazi na {\displaystyle x=a(t)} do određenog automobila spreda koji se nalazi na {\displaystyle x=b(t)}. T, ukupan broj automobila u ovoj grupi je {\displaystyle N=\int _{a(t)}^{b(t)}\rho (x,t)\,dx}. Budući da su automobili zaštićeni (ako postoji preticanje, tada „automobil spreda\ straga” može postati različiti automobil)
{\displaystyle dN/dt=0}.
Međutim putem Lajbnizovog integralnog pravila:
{\displaystyle {\begin{aligned}{}{\frac {dN}{dt}}&={\frac {d}{dt}}\int _{a(t)}^{b(t)}\rho (x,t)\,dx\\&=\int _{a}^{b}{\frac {\partial \rho }{\partial t}}\,dx+\rho (b,t){\frac {db}{dt}}-\rho (a,t){\frac {da}{dt}}\\&=\int _{a}^{b}{\frac {\partial \rho }{\partial t}}\,dx+\rho (b,t)u(b,t)-\rho (a,t)u(a,t)\\&=\int _{a}^{b}\left[{\frac {\partial \rho }{\partial t}}+{\frac {\partial }{\partial x}}(\rho u)\right]dx\end{aligned}}}
Ovaj integral, kao nula, vredi za sve grupe, odnosno za sve intervale {\displaystyle [a,b]}. Jedini način na koji integral može biti nula za sve intervale je ako je integsan za svako {\displaystyle x}. Kao posledica toga, konzervacija daje nelinearno konzerviranje prvog reda PDE
{\displaystyle {\frac {\partial \rho }{\partial t}}+{\frac {\partial }{\partial x}}(\rho u)=0}
za sve pozicije na autoputu.
Ova zaštitni PDE odnosi se, ne samo na automobilski promet, već i na tečnosti, čvrste materije, gužvu, životinje, biljke, požare, finansijski promet itd.

### Promatranje zatvara problem
Kada vredi skala razdvajnja ili kada se želi uspostaviti kontinuitet finije rezolucije od one reprezentativne veličine volumenskog elementa (RVE), koristi se „statistički zapreminski element“ (SVE), koji u okret, dovodi do slučajnih polja kontinuuma. Potonji tada pružaju mikromehaničku osnovu za stohastičke konačne elemente (SFE). Nivoi SVE i RVE povezuju mehaniku kontinuuma sa statističkom mehanikom. RVE se može proceniti samo ograničeno putem eksperimentalnih ispitivanja: kada konstitutivni odgovor postane prostorno homogen.
Konkretno, za fluide, koristi se Knudsenov broj za procenu u kojoj se meri može izvršiti aproksimacija kontinuiteta.

## Literatura
- Atanackovic, Teodor M.; Guran, Ardeshir (16. 6. 2000). Theory of Elasticity for Scientists and Engineers. Dover books on physics (на језику: енглески). Springer Science & Business Media. ISBN 978-0-8176-4072-9.
- Chadwick, Peter (1. 1. 1999). Continuum Mechanics: Concise Theory and Problems (на језику: енглески). Courier Corporation. ISBN 978-0-486-40180-5.
- Dienes, J. K.; Solem, J. C. (1999). „Nonlinear behavior of some hydrostatically stressed isotropic elastomeric foams”. Acta Mechanica. 138 (3–4): 155—162. S2CID 120320672. doi:10.1007/BF01291841.
- Irgens, Fridtjov (10. 1. 2008). Continuum Mechanics (на језику: енглески). Springer Science & Business Media. ISBN 978-3-540-74298-2.
- Liu, I-Shih (28. 5. 2002). Continuum Mechanics (на језику: енглески). Springer Science & Business Media. ISBN 978-3-540-43019-3.
- Spencer, A. J. M. (1980). Continuum Mechanics. Longman Group Limited (London). стр. 83. ISBN 978-0-582-44282-5.

- Roberts, A. J. (1994). A One-Dimensional Introduction to Continuum Mechanics. World Scientific.

- Smith, Donald R. (1993). „2”. An introduction to continuum mechanics-after Truesdell and Noll. Solids mechanics and its applications. 22. Springer Science & Business Media. ISBN 978-90-481-4314-6.
- Wu, Han-Chin (20. 12. 2004). Continuum Mechanics and Plasticity (на језику: енглески). Taylor & Francis. ISBN 978-1-58488-363-0.
- Batra, R. C. (2006). Elements of Continuum Mechanics. Reston, VA: AIAA.
- Bertram, Albrecht (2012). Elasticity and Plasticity of Large Deformations - An Introduction (Third изд.). Springer. ISBN 978-3-642-24615-9. doi:10.1007/978-3-642-24615-9.

- Chandramouli, P.N (2014). Continuum Mechanics. Yes Dee Publishing Pvt Ltd. ISBN 9789380381398. Архивирано из оригинала 04. 08. 2018. г. Приступљено 28. 08. 2019.

- Eringen, A. Cemal (1980). Mechanics of Continua (2nd изд.). Krieger Pub Co. ISBN 978-0-88275-663-9.

- Chen, Youping; James D. Lee; Azim Eskandarian (2009). Meshless Methods in Solid Mechanics (First изд.). Springer New York. ISBN 978-1-4419-2148-2.

- Dill, Ellis Harold (2006). Continuum Mechanics: Elasticity, Plasticity, Viscoelasticity. Germany: CRC Press. ISBN 978-0-8493-9779-0.

- Dimitrienko, Yuriy (2011). Nonlinear Continuum Mechanics and Large Inelastic Deformations. Germany: Springer. ISBN 978-94-007-0033-8.

- Hutter, Kolumban; Klaus Jöhnk (2004). Continuum Methods of Physical Modeling. Germany: Springer. ISBN 978-3-540-20619-4.

- Fung, Y. C. (1977). A First Course in Continuum Mechanics (2nd изд.). Prentice-Hall, Inc. ISBN 978-0-13-318311-5.

- Gurtin, M. E. (1981). An Introduction to Continuum Mechanics. New York: Academic Press.
- Lai, W. Michael; David Rubin; Erhard Krempl (1996). Introduction to Continuum Mechanics (3rd изд.). Elsevier, Inc. ISBN 978-0-7506-2894-5. Архивирано из оригинала 2009-02-06. г.

- Lubarda, Vlado A. (2001). Elastoplasticity Theory. CRC Press. ISBN 978-0-8493-1138-3.

- Lubliner, Jacob (2008). Plasticity Theory (Revised Edition) (PDF). Dover Publications. ISBN 978-0-486-46290-5. Архивирано из оригинала (PDF) 2010-03-31. г.

- Malvern, Lawrence E. (1969). Introduction to the mechanics of a continuous medium. New Jersey: Prentice-Hall, Inc.

- Mase, George E. (1970). Continuum Mechanics. McGraw-Hill Professional. ISBN 978-0-07-040663-6.

- Mase, G. Thomas; George E. Mase (1999). Continuum Mechanics for Engineers (Second изд.). CRC Press. ISBN 978-0-8493-1855-9.

- Maugin, G. A. (1999). The Thermomechanics of Nonlinear Irreversible Behaviors: An Introduction. Singapore: World Scientific.
- Nemat-Nasser, Sia (2006). Plasticity: A Treatise on Finite Deformation of Heterogeneous Inelastic Materials. Cambridge: Cambridge University Press. ISBN 978-0-521-83979-2.

- Ostoja-Starzewski, Martin (2008). Microstructural Randomness and Scaling in Mechanics of Materials. Boca Raton, FL: Chapman & Hall/CRC Press. ISBN 978-1-58488-417-0.

- Rees, David (2006). Basic Engineering Plasticity - An Introduction with Engineering and Manufacturing Applications. Butterworth-Heinemann. ISBN 978-0-7506-8025-7.

- Wright, T. W. (2002). The Physics and Mathematics of Adiabatic Shear Bands. Cambridge, UK: Cambridge University Press.

## Spoljašnje veze
- "Objectivity in classical continuum mechanics: Motions, Eulerian and Lagrangian functions; Deformation gradient; Lie derivatives; Velocity-addition formula, Coriolis; Objectivity" by Gilles Leborgne, April 7, 2021: "Part IV Velocity-addition formula and Objectivity"[мртва веза]